# Oriente (kommun)
Oriente är en kommun i Brasilien.   Den ligger i delstaten São Paulo, i den södra delen av landet, 700 km söder om huvudstaden Brasília. Antalet invånare är 6 097.
Följande samhällen finns i Oriente:
- Oriente

Omgivningarna runt Oriente är huvudsakligen savann. Runt Oriente är det glesbefolkat, med 12 invånare per kvadratkilometer.